# Oecetis excisa
Oecetis excisa är en nattsländeart som beskrevs av Georg Ulmer 1907. Oecetis excisa ingår i släktet Oecetis och familjen långhornssländor. Inga underarter finns listade i Catalogue of Life.